# 広域都市圏
広域都市圏（こういきとしけん）は、都市圏について、それが比較的広い範囲に及ぶことを示唆する表現。具体的に意味する内容は、対象地域や文脈によって異なる。

## 日本
日本では公式の都市圏は設定されておらず、広域都市圏も、法的に明確な定義付けがなされた概念ではない。
2001年、省庁再編に際して国土交通省には、組織規則上、都市・地域整備局に広域都市圏整備室が設けられた。その所管事項の最初に挙げられていたのは「一 　大都市の機能の改善に関する総合的な政策のうち地方公共団体その他の関係者相互の広域的な連携に関する事項の企画及び立案並びに推進に関すること（国土計画局及び政策統括官の所掌に属するものを除く。）」であり、以下、筑波研究学園都市、関西文化学術研究都市の建設、大阪湾臨海地域、琵琶湖に関する調整、首都圏整備計画、近畿圏整備計画、中部圏開発整備計画の推進、首都圏その他の各大都市圏内において行われる大規模事業に関する調整、首都圏・近畿圏への過度の集中の防止、および関連法規の処分管理計画に関すること、大深度地下の公共的使用などであった。ここでは、首都圏、近畿圏、中部圏が広域都市圏として捉えられていた。実際には、広域都市圏整備室は、大都市圏整備課として制度化され、組織名称としての「広域都市」は用いられていない。
一部の地方では、広域行政の受け皿として、場合によっては県境を超えて複数の市町村が参加し、地域名を冠した「○○広域都市圏」を組織する動きがあり、両毛（栃木県と群馬県にまたがる）、広島（広島県と山口県・島根県にまたがる）などの例がある。
また、都市計画法に基づく都市計画区域を、都道府県が市町レベルの行政区画を超えて設定する場合は「広域都市計画区域」とされるが、これを各種の公的文書で「広域都市圏」と称することがある。
なお、日本語で「広域都市圏」とされる表現の英語訳に「Metropolitan Area」を用いることがあるが、これは「都市圏」の一般的な訳語である。

## アメリカ合衆国

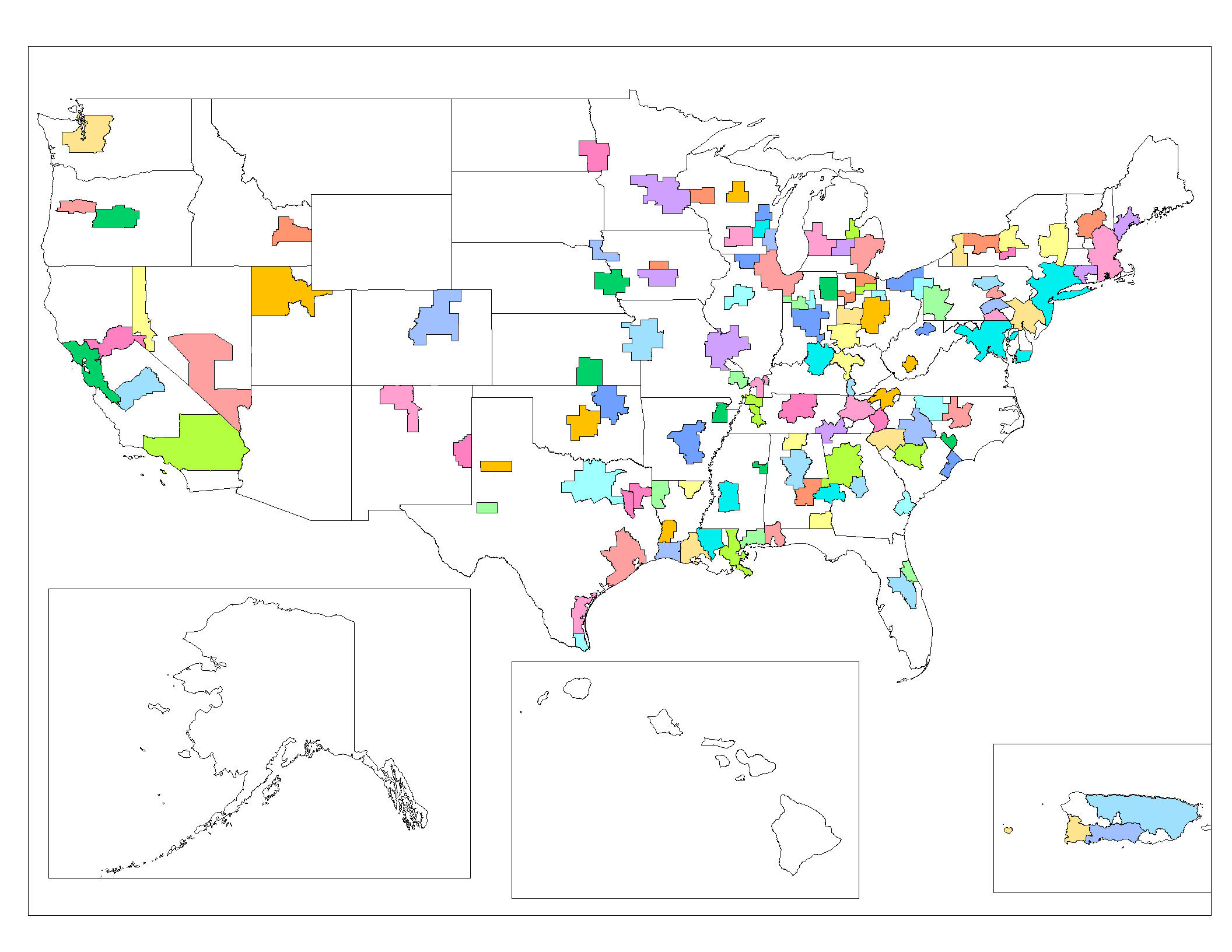
2005年の国勢調査結果に基づき、2006年に設定されたときのアメリカ合衆国の合同統計地域を示した地図。（この地図は拡大可能）

アメリカ合衆国では、行政管理予算局 (OMB)によって定義された統計の集計単位である合同統計地域 (CSA)が、州境も超えて実態的に広域都市圏を把握するものと見なされている。これは、隣接する複数の大都市統計地域 (MSA)や小都市統計地域 (µSA)（両者を合わせてコアベース統計地域と呼ぶ）を、統計の集計単位として統合し、数値を合算するものである。